# Ktenostreptus annulipes
Ktenostreptus annulipes är en mångfotingart som beskrevs av Carl Graf Attems 1909. Ktenostreptus annulipes ingår i släktet Ktenostreptus och familjen Harpagophoridae. Inga underarter finns listade i Catalogue of Life.